# Karl Aichhorn (Musiker)
Karl Aichhorn (* 1964 in Neumarkt im Mühlkreis) ist ein  österreichischer Musiker, Dirigent, Komponist und Pädagoge.

## Leben und Wirken
Karl Aichhorn maturierte am Adalbert-Stifter-Gymnasium (Linz) wurde er Solo-Flügelhornist bei der Militärmusik Oberösterreich. Er studierte an der Universität für Musik und darstellende Kunst Wien Musikerziehung und Schlagwerk bei Kurt Prihoda, Fritz Ozmec und Walter Schiefer; Trompete bei Adolf Holler, Instrumental- und Gesangspädagogik bei Ernst Sobotka und Dirigieren bei Herwig Reiter und Johannes Prinz. Weiters war er Solist und Orchestermusiker unter Franz Welser-Möst und Claudio Abbado.
Er unterrichtet an der Pädagogischen Hochschule Oberösterreich in der Lehrerausbildung und ist dort Funktionär beim CLV. Außerdem ist er seit 1990 Musikprofessor am Georg-von-Peuerbach-Gymnasium in Linz, wo er auch in der Hochbegabtenförderung tätig ist.
Aichhorn ist Kapellmeister der Musikkapelle der Kleinmünchner sowie Bezirkskapellmeister des Oberösterreichischen Blasmusikverbandes Linz-Stadt. Er leitet auch das Linzer Kammerorchester. Er dirigierte bereits mehrmals Konzerte des Linzer Konzertvereins. Aichhorn lebt in der Stadt Linz.

## Auszeichnungen
- 2012 Kulturmedaille der Stadt Linz